# Богран, Оноре
Оноре́ Богра́н (фр. Honoré Beaugrand; 24 марта 1848, Сен-Жозеф-де-Ланоре, Нижняя Канада — 7 октября 1906, Монреаль) — квебекский и канадский журналист, политик, автор нескольких работ. С 1885 по 1887 год — 22-й мэр Монреаля.

## Публикации
Оноре Богран был автором нескольких литературных произведений.
- La Chasse-galerie et autres récits
- Anita : souvenirs d’un contre-guérillas
- Jeanne la fileuse
- Contes canadiens
- Les feux-follets
- Lettres de voyage : France, Italie, Sicile, Malte, Tunisie, Algérie, Espagne
- De Montréal à Victoria par le transcontinental canadien
- Six mois dans les Montagnes-Rocheuses : Colorado, Utah, Nouveau-Mexique
- Macloune
- Le fantôme de l’avare

## Память
- В честь Оноре Бограна в Монреале была названа станция метро Оноре-Богран[1] и улица.

## Галерея

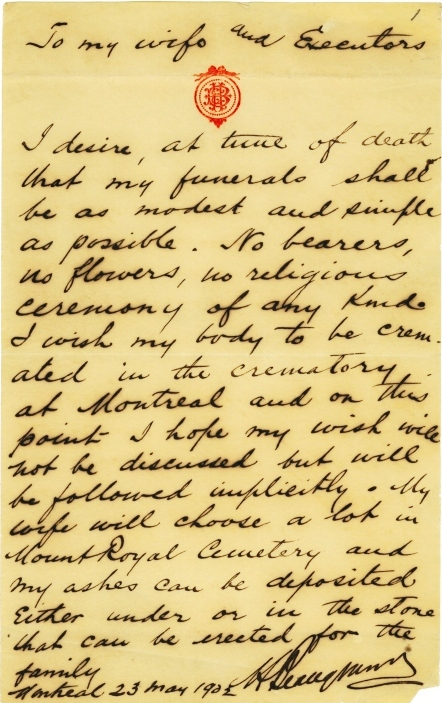
Последняя воля Бограна